# Schizachyrium parvifolium
Schizachyrium parvifolium là một loài thực vật có hoa trong họ Hòa thảo. Loài này được (Hitchc.) Borhidi & Catasús miêu tả khoa học đầu tiên năm 1981.